# A Kajmán-szigetek az olimpiai játékokon
A Kajmán-szigetek az 1976-os nyári játékokon szerepelt először, azóta valamennyi nyári olimpián jelen volt, kivéve az 1980-ast, amelyet az Amerikai Egyesült Államokhoz csatlakozva bojkottált. A szigetcsoport sportolói még nem nyertek olimpiai érmet, és 2010-ben képviselték első alkalommal országukat a téli olimpiai játékokon.
A Kajmán-szigeteki Olimpiai Bizottság 1973-ban alakult meg, a NOB 1976-ban vette fel a tagjai közé, a bizottság jelenlegi elnöke Donald McLean.